# جهالاناث خانال

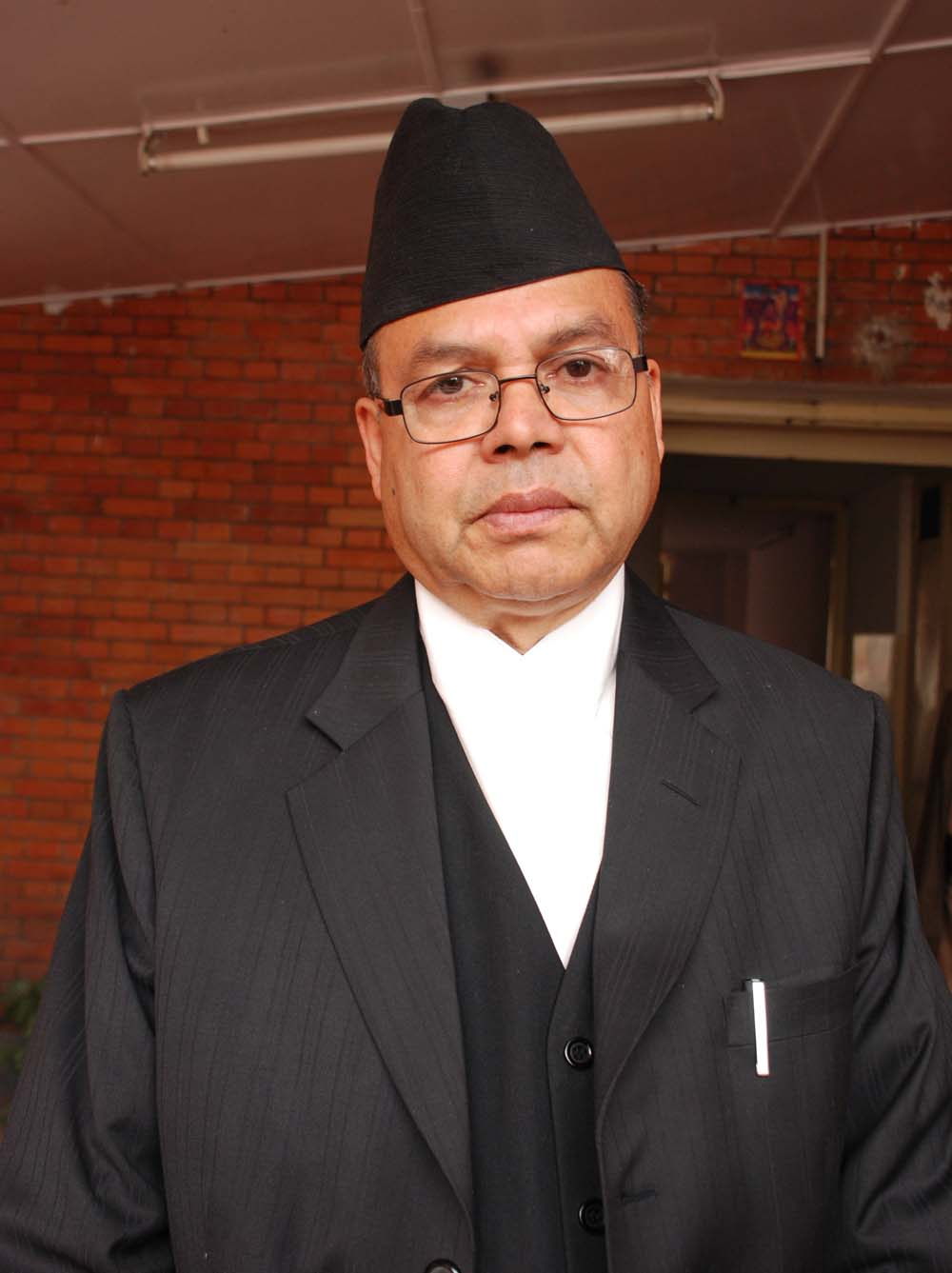
جهالاناث خانال

جهالاناث خانال (20 مايو 1950) هو سياسي نيبالي. بين عامي 2006 و 2008 شغل منصب الأمين العام للحزب الشيوعي النيبالي (الماركسي - اللينيني الموحد). في عام 2009 انتخب رئيسا للحزب. في عام 2011 أصبح رئيسا لوزراء نيبال.